# Аршакиды Иберии
Аршакиды Иберии (груз. არშაკიანი, Aršakiani; არშაკუნიანი, Aršakuniani) — царская династия, правившая в Иберии с 189 до 284 годы н. э. Младшая ветвь Аршакидов Армянских, которые в свою очередь происходили от парфянского царского дома Аршакидов.
Аршакиды утвердились на царском престоле Иберии после свержения местной знатью царя Амазаспа I. Первым представителем династии был Рев I.
| Правитель   | Годы правления |
| ----------- | -------------- |
| Рев I       | 189—216        |
| Ваче        | 216—234        |
| Бакур I     | 234—249        |
| Митрдат II  | 249—265        |
| Амазасп III | 260—265        |
| Аспаруг I   | 265—284        |